# Bykowina
Bykowina (niem. Bykowine, po 1900 Friedrichsdorf) – do 1951 samodzielna gmina Bykowina, obecnie dzielnica Rudy Śląskiej, którą według danych z 2006 roku zamieszkiwało 18 267 osób.

## Nazwa
Spis geograficzno-topograficzny miejscowości leżących w Królestwie Prus z 1835 roku, którego autorem jest J.E. Muller notuje obecnie używaną, polską nazwę miejscowości Bykowina oraz niemiecką Bikowine.

## Historia

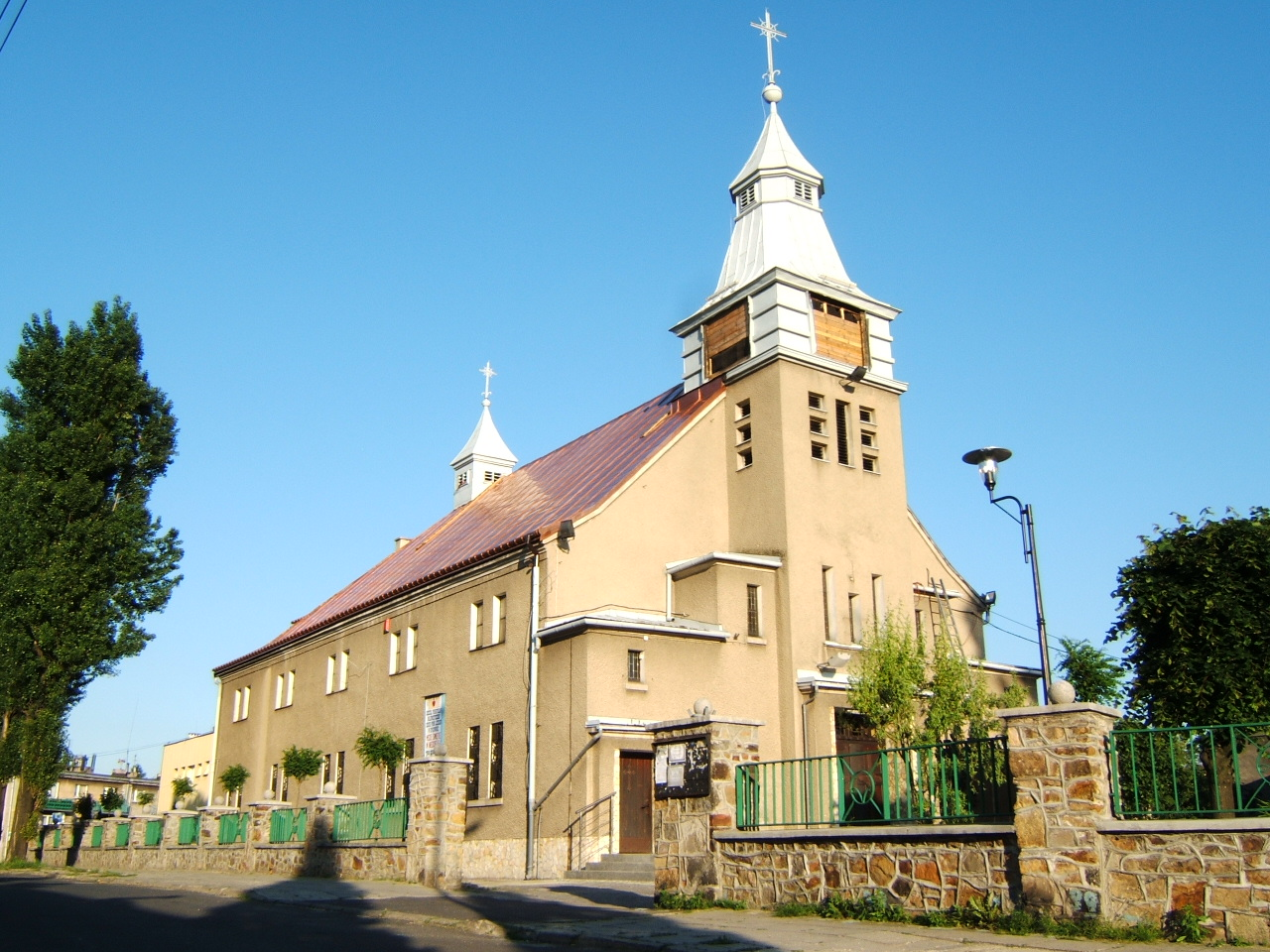
Kościół pw. NSPJ

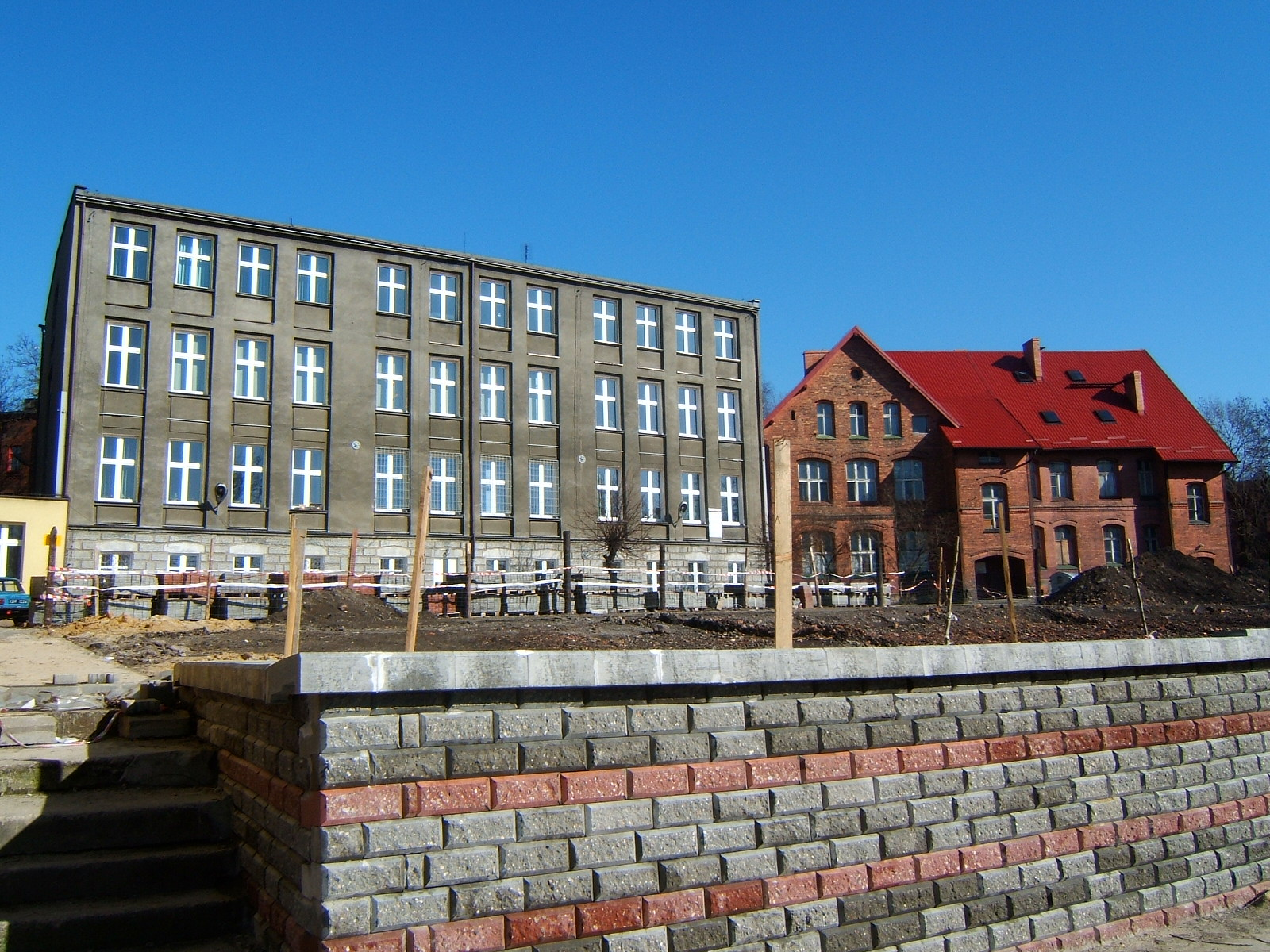
Budynki szkoły z 1905 i 1912

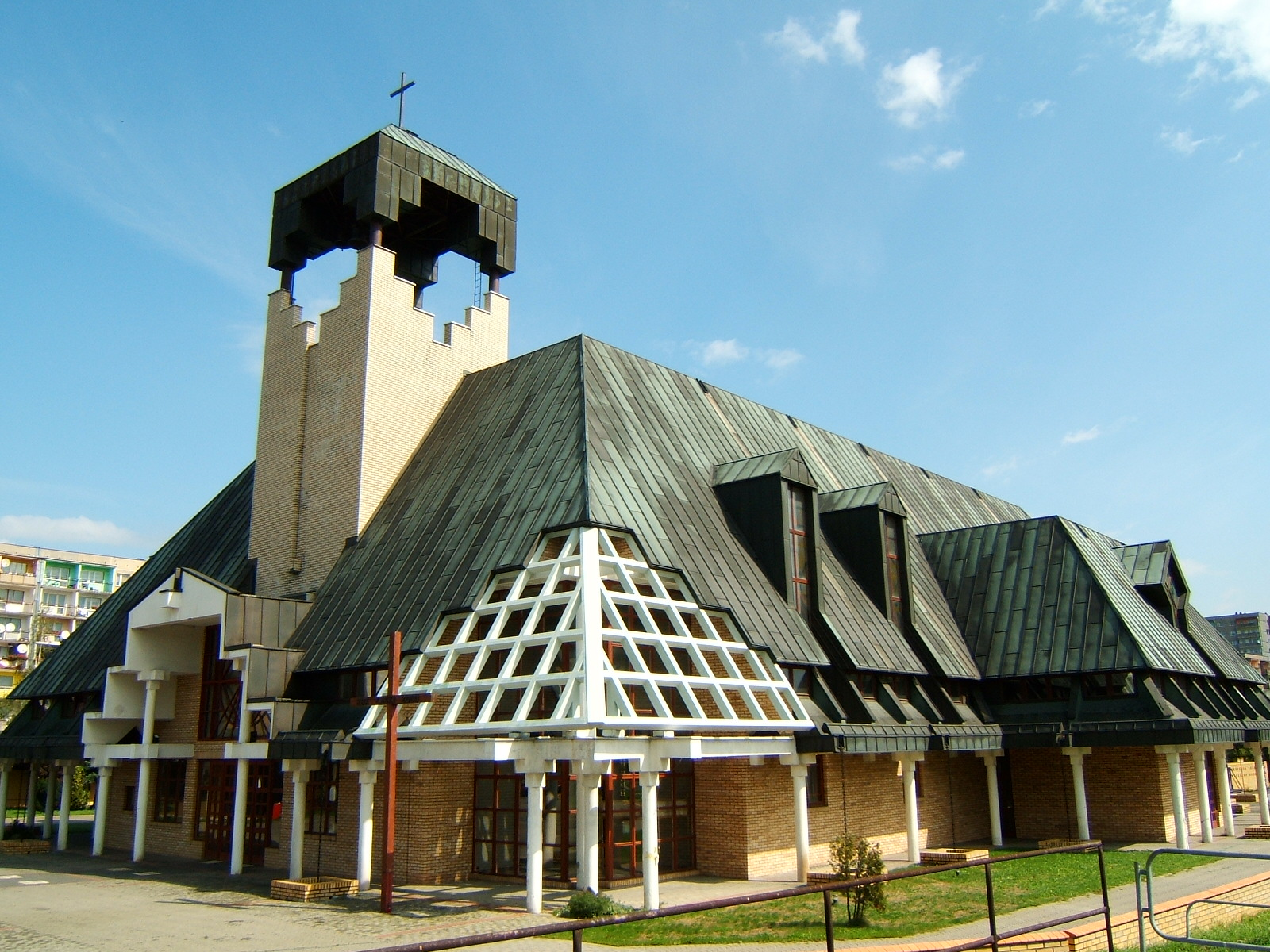
Kościół pw. św. Barbary

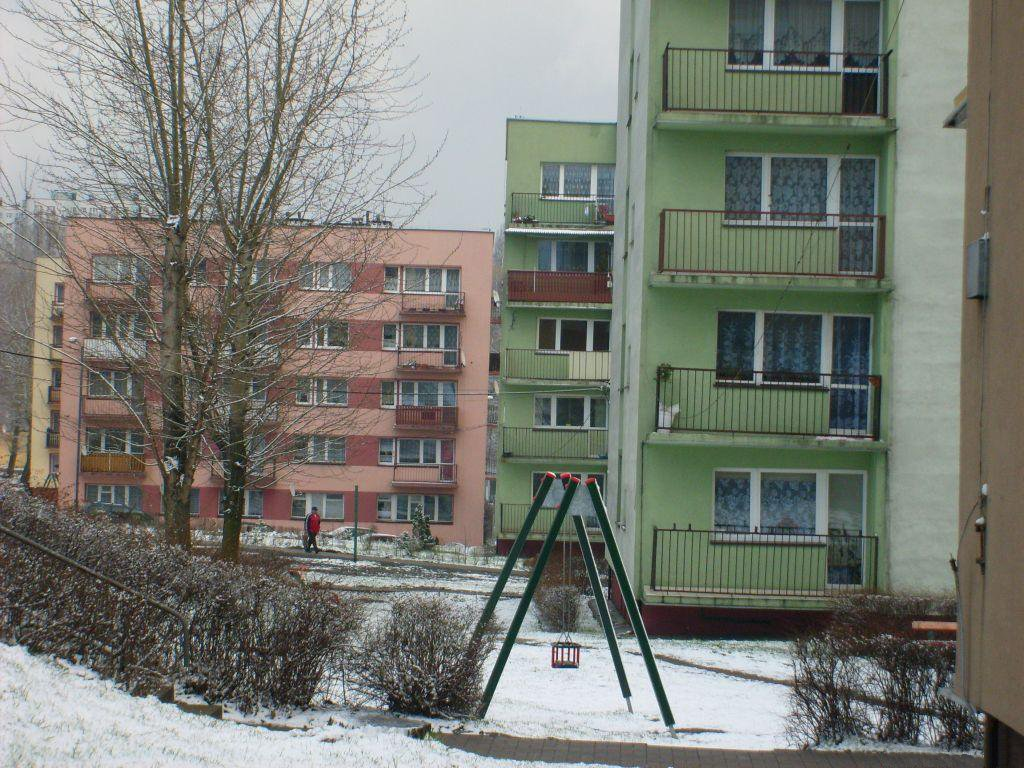
Budynki mieszkalne przy ul. Pordzika

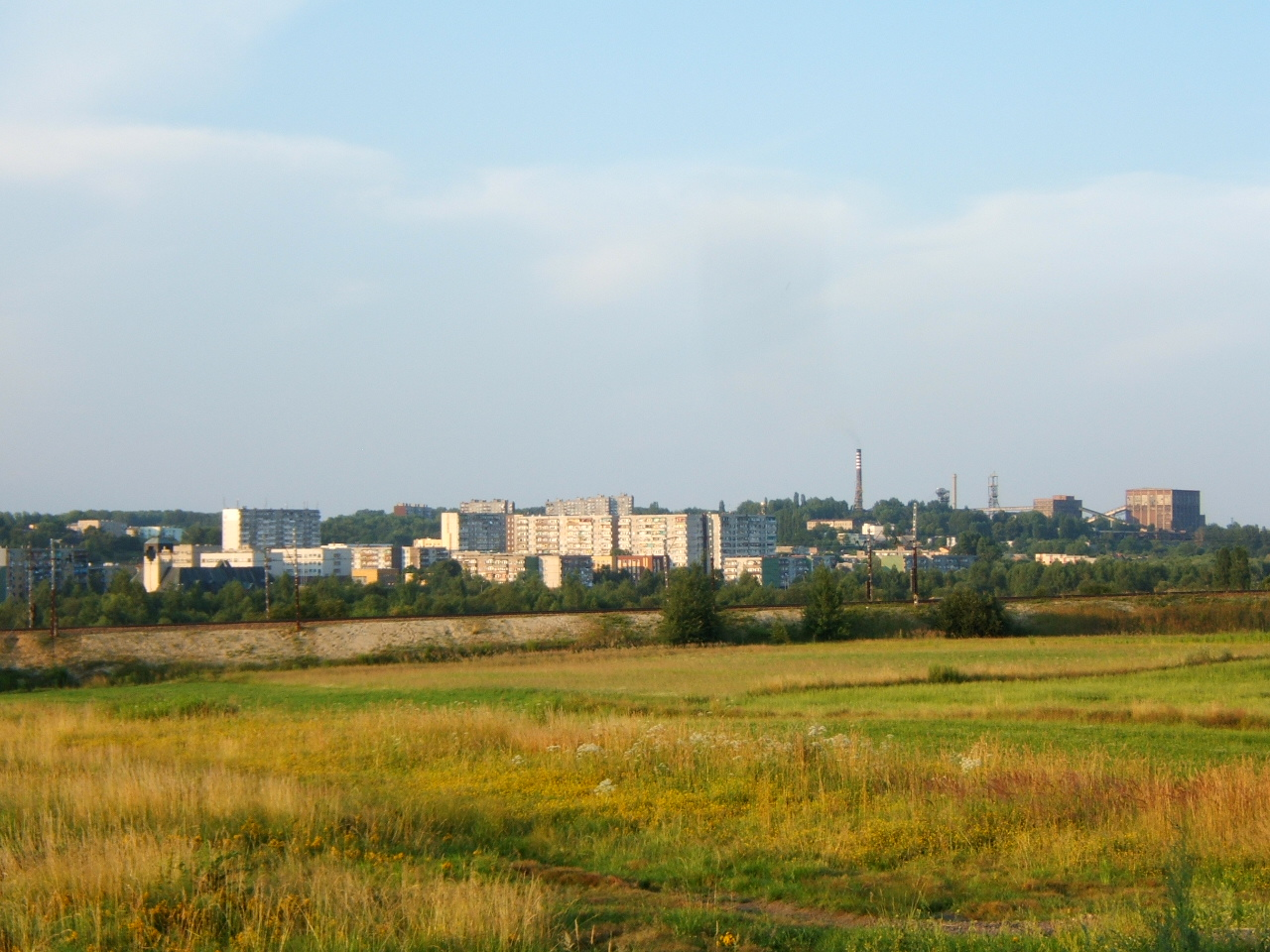
Panorama Nowej Bykowiny od południa

### Początki osady (do końca XVIII w.)
Początków Bykowiny należy doszukiwać się w epoce nowożytnej, choć w sąsiedztwie późniejszej osady już w XIII w. istniał gród obronny tzw. grodzisko kochłowickie. Jednak faktyczne początki osadnictwa w Bykowinie mają związek z działalnością w niej kamieniołomu, funkcjonującego co najmniej od XVII w. do pierwszej ćwierci XX w. W 1629 r. Bykowina została wymieniona, jako dobro rycerskie, należące do rodu von Donnersmarck. 19 lipca 1661 r. w księgach metrykalnych parafii kochłowickiej odnotowano chrzest pierwszego dziecka z Bykowiny – Anny, córki Filipa Skrzypca i jego żony Elżbiety. Od samego początku Bykowina była ściśle związana z Kochłowicami. Wieś założono na wzgórzu należącym do Kochłowic. Pieczęć gminy Bykowina przedstawia zalesioną górę z wejściem do sztolni u podnóża.

### Okres industrializacji (XIX – początek XX w.)
Pierwszą hutę cynku, o nazwie „Turzo”, założył hrabia Henckel von Donnersmarck. Działała ona aż do 1919 r. Kolejną hutę cynku, o nazwie „Franz” (Franciszek), wybudował Fritz Saeftel w 1876 r. Przekształcono ją w okresie międzywojennym w fabrykę porcelany o nazwie „Huta Franciszka”. Fabrykę blach dziurkowanych założył w 1888 r. Josef Kuntze. Nadał jej nazwę „Friedrichswerk”. Pracowała we wsi również cegielnia. W dalszym ciągu, aż do ok. 1935 r., funkcjonował kamieniołom.
Straż pożarną założono w 1908 r. W latach 90 XIX w. przez Bykowinę przejechał pierwszy tramwaj, który kursował z Bytomia do Świętochłowic przez Wirek. Zaś w 1895 r. wieś została przyłączona do wodociągu państwowego. Bezpośrednią przyczyną tego była degradacja naturalnego środowiska przez wytrzebienie lasów pod rozwój przemysłu. Spowodowało to utratę wody pitnej w studniach. W 1907 roku nadano Bykowinie niemiecką nazwę Friedrichsdorf, którą nosiła do 1922 r. oraz w latach 1939–1945.
Pierwszą szkołę uruchomiono w 1864 r., natomiast w 1872 r. została ona rozbudowana. Szkołę wieloklasową wybudowano w 1905 r. Stoi do dziś (ul. 11 Listopada). W 1912 r. wzniesiono drugi budynek szkolny, piętrowy ze spadzistym dachem, który przebudowano w latach 60. XX w. na dodatkowe piętro.
W 1864 r. zbudowano pierwszą kapliczkę niedaleko obecnego cmentarza. Kościół urządzono w 1920 r. w budynku starej szkoły. Do dziś śladem po tym wydarzeniu jest portal z krzyżem nad wejściem do budynku. W 1925 r. erygowano w Bykowinie parafię pw. Najświętszego Serca Pana Jezusa. W 1935 r. wzniesiono kościół. Usytuowano go w najwyższym punkcie osady, w miejscu dawnego kamieniołomu.
W plebiscycie w 1921 r. padło 841 głosów za Polską i 353 za Niemcami. Miejscowość w 1922 r. przyłączono do Polski.

### Okres po 1945
W Bykowinie II wojna światowa skończyła się 28 stycznia 1945 r. Wtedy to, od strony osiedla Otylia, wkroczyły wojska radzieckie. Bykowinę przyłączono do Nowego Bytomia w 1951 r., a w 1959 r. wraz z Nowym Bytomiem została włączona jako jedna z dzielnic do Rudy Śląskiej.
W latach 50. ubiegłego stulecia zabudowano rejony ulic Zgody i Plebiscytowej, oraz dwa hotele robotnicze. Na kolejną dekadę przypadła budowa bloków przy ulicy Potyki oraz wokół wspomnianych hoteli. W kwietniu 1962 roku oddano do użytku odkryty basen kąpielowy przy ul. Plebiscytowej. W latach 70 XX wieku nowe osiedle powstało przy ul. Pordzika. Obraz dzielnicy zmienił ukończony w 1974 r. dziesięciopiętrowy blok mieszkalny przy ul. Plebiscytowej, potocznie zwany Żyletą.
Na lata 80 dwudziestego wieku przypadł kilkakrotny wzrost liczby ludności spowodowany wybudowaniem dużego osiedla mieszkaniowego, potocznie zwanego Nową Bykowiną. Zlokalizowano je na podmokłych terenach rolniczych na południe od starej części miejscowości. Nowe osiedle uzyskało odrębną szkołę, a w 1984 r. erygowano także samodzielną parafię pod wezwaniem św. Barbary. Pierwszym jej proboszczem został ks. Henryk Stegman. Także w latach 80 XX w. powstało osiedle na północ od torów tramwajowych (ulice Chrobrego i Krzywoustego).

## Zabytki
- Kościół pw. Najświętszego Serca Pana Jezusa (1935) – ul. Wita Stwosza 2. Stoi w miejscu dawnego kamieniołomu użytkowanego do lat 30. XX w. Autorem projektu był architekt diecezjalny Jan Affa. Bliźniaczy kościół znajduje się w Piekarach Śląskich-Kozłowej Górze. Dach dwuspadowy, obecnie kryty miedzią. Murowany, tynkowany. Bryła zwarta, symetryczna.

- Budynek tzw. starej szkoły (1905) – ul. 11 Listopada. Murowany, dwupiętrowy. W fasadzie od strony północno-wschodniej znajduje się portal z krzyżem, będący pozostałością po mieszczącej się na parterze w latach 1920–1935 tymczasowej kaplicy.

- Fabryka porcelany „Huta Franciszka” (1929) – ul. Katowicka. Znajdowała się na terenie dawnej huty cynku Franciszek. Została założona w 1929 r. przez Richarda i Józefa Czudayów. Zamknięta została w 1930 r., ale już dwa lata później wznowiła działalność. W 1933 r., po przejęciu majątku spółki przez komunalną Kasę Oszczędności Powiatu Katowickiego, powołana została nowa firma, produkująca porcelanę stołową i dekoracyjną. W 1945 r. została upaństwowiona i podporządkowana fabryce w Katowicach-Bogucicach. Zlikwidowana w 1988 r.

## Ludzie związani z Bykowiną
- Marian Makula – śląski satyryk i artysta estradowy, były mieszkaniec Bykowiny
- Jan Affa – architekt, projektant kościoła w Bykowinie
- Jerzy Drażyk – pedagog, działacz społeczny i samorządowy, patron jednej z ulic

## Oświata
- Żłobek Zaczarowany Ołówek (ul. Brygadzistów 1),
- Żłobek Bajkowa Kraina (ul. Wilka 9/1),
- Miejskie Przedszkole Nr 31 (ul. Plebiscytowa 9),
- Miejskie Przedszkole Nr 43 (ul. Drozdów 6),
- Miejskie Przedszkole Nr 45 (ul. Chrobrego 6),
- Miejskie Przedszkole Nr 47 (ul. Szramka 7),
- Szkoła Podstawowa nr 2 im. Jana Wyplera (ul. Gwarecka 2),
- Szkoła Podstawowa nr 23 im. Jana Brzechwy (ul. 11 Listopada 15),
- Gimnazjum nr 6 im. Wojciecha Korfantego (ul. Gwarecka 2),

## Parafie
- Rzymskokatolicka Parafia pw. Najświętszego Serca Pana Jezusa
- Rzymskokatolicka Parafia pw. św. Barbary